# General Services Administration
La General Services Administration (GSA) è un'agenzia indipendente del governo degli Stati Uniti fondata nel 1949 per aiutare a gestire e supportare il funzionamento di base delle agenzie federali. La GSA fornisce prodotti e servizi per gli organi del governo degli Stati Uniti, trasporti e spazi per uffici ai dipendenti federali e sviluppa politiche di riduzione dei costi a livello governativo e altre attività di gestione.

## Struttura
La GSA impiega circa 12.000 lavoratori federali e dispone di un budget operativo annuo di circa 20,9 miliardi di dollari. Supervisiona annualmente 66 miliardi di dollari in acquisti. Contribuisce alla gestione di circa 500 miliardi di dollari in proprietà federali statunitensi, suddivise principalmente tra 8.700 edifici di proprietà e in locazione e un bacino di 215.000 veicoli. Tra i beni immobiliari gestiti dalla GSA ci sono il Ronald Reagan Building and International Trade Center a Washington, il più grande edificio federale degli Stati Uniti dopo il Pentagono e l'Hart-Dole-Inouye Federal Center (che in precedenza era stato gestito dal Battle Creek Sanitarium di John Harvey Kellogg).
Le sue branche includono il Federal Acquisition Service (FAS) e il Public Buildings Service (PBS), oltre a diversi uffici del personale tra cui l'Ufficio per la policy a livello di governo, l'Ufficio per le piccole imprese e l'Ufficio per la mission. I servizi di trasformazione tecnologica di GSA aiutano le agenzie federali a migliorare la fornitura di informazioni e servizi al pubblico. Le sue iniziative chiave includono il programma Presidential Innovation Fellows, 18F (include login.gov e cloud.gov), FedRAMP, la piattaforma USAGov (USA.gov, GobiernoUSA.gov), Data.gove Challenge.gov, il sistema di web design statunitense e centri di eccellenza per la modernizzazione dell'IT.
GSA è un membro del Procurement G6, un gruppo informale che guida all'uso di accordi-quadro e strumenti di e-procurement negli appalti pubblici USA.

## Storia
Nel 1947 il presidente Harry Truman chiese all'ex presidente Herbert Hoover di guidare quella che divenne nota come la Commissione Hoover per formulare raccomandazioni per riorganizzare le operazioni del governo federale. Una delle raccomandazioni della commissione è stata l'istituzione di un "Ufficio dei servizi generali". Questo ufficio proposto avrebbe combinato le responsabilità delle seguenti organizzazioni: Bureau of Federal Supply del Dipartimento del Tesoro degli Stati Uniti; Ufficio per la risoluzione dei contratti del Dipartimento del Tesoro degli Stati Uniti; Fondazione degli archivi nazionali; le funzioni dell'Agenzia federale dei lavori pubblici, comprese l'amministrazione degli edifici pubblici e l'amministrazione delle strade pubbliche; Amministrazione dei beni di guerra.
Nacque così la GSA, che è diventata un'agenzia indipendente il 1º luglio 1949, dopo l'approvazione della legge federale sulla proprietà e sui servizi amministrativi. Il generale Jess Larson, amministratore della War Assets Administration, fu nominato primo amministratore di GSA.
Il primo lavoro dell'amministratore Larson e della neonata GSA fu la completa ristrutturazione della Casa Bianca Nel 1986 la sede centrale della GSA, l'edificio dell'amministrazione dei servizi generali degli Stati Uniti, situato tra la diciottesima e la F Street NW, era elencato nel registro nazionale dei luoghi storici (dall'epoca in cui fungeva da uffici del dipartimento dell'Interno).
Nel 1960 GSA creò il Federal Telecommunications System, un sistema telefonico interurbano a livello governativo. Nel 1962 il Comitato ad hoc sugli spazi per gli uffici federali creò un nuovo programma di costruzione, per affrontare il problema dell'obsolescenza degli edifici per uffici a Washington, con la conseguente costruzione di molti degli uffici che ora si trovano lungo Independence Avenue. GSA era inizialmente responsabile della preparazione alle emergenze e dello stoccaggio di materiali strategici da utilizzare in tempo di guerra fino a quando queste funzioni sono state trasferite alla neonata Agenzia Federale per la Gestione delle Emergenze nel 1979.
Nel 1970 l'amministrazione Nixon creò il Consumer Product Information Coordinating Center. Nel 1974 fu avviato il Fondo federale per gli edifici, che consente alla GSA di emettere fatture per l'affitto alle agenzie federali. Nel 1972 GSA ha istituito il servizio automatizzato di dati e telecomunicazioni, che in seguito è diventato l'ufficio per la gestione delle risorse informative. Nel 1973 GSA ha creato l'Ufficio della policy di gestione federale; ha centralizzato la politica di approvvigionamento nel 1978.
Nel 1984 GSA ha introdotto il governo federale nell'uso delle carte di pagamento, noto come sistema GMA SmartPay. La National Archives and Records Administration è stata trasformata invece in un'agenzia indipendente nel 1985. Lo stesso anno, GSA ha iniziato a fornire supervisione politica e guida a livello governativo per la gestione della proprietà immobiliare federale a seguito di un ordine esecutivo firmato dal presidente Ronald Reagan.
Nel 2003, il Servizio di protezione federale è stato trasferito al Dipartimento della sicurezza interna degli Stati Uniti. Nel 2005 GSA si è riorganizzata per fondere le linee di business della Federal Supply Service (FSS) e della Federal Technology Service (FTS) nel Federal Acquisition Service (FAS).
Il 3 aprile 2009, il presidente Barack Obama nominò Martha N. Johnson come amministratore della GSA. Con un ritardo di nove mesi, il Senato degli Stati Uniti confermò la sua nomina il 4 febbraio 2010. Il 2 aprile 2012, Johnson rassegnò le dimissioni sulla scia di un rapporto sulle carenze gestionali, ma già in precedenza erano sorte controversie sull'edificio federale di Ted Weiss (luglio 1991 a New York), sul mandato di Lurita Doan (nominata dal presidente George W. Bush), sulla Conferenza sull'addestramento delle regioni occidentali (del 2010 presso l' M Resort di Las Vegas).
Nel novembre 2020, l'allora Amministratrice della GSA Emily Murphy, nominata da Donald Trump nel 2017, si rifiuto per più di 2 settimane  di far iniziare formalmente la transizione dall'Amministrazione Trump a quella del Presidente eletto Joe Biden. Il 23 novembre 2020 Murphy autorizzò l'inizio del processo di transizione, senza però riferirsi a Biden come Presidente Eletto ma semplicemente come "Mr. Biden".

## Amministratore
Robin Carnahan è Amministratrice della US General Services Administration da quando ha prestato giuramento il 21 luglio 2021, dopo essere stata nominata dal Presidente Joe Biden e confermata per acclamazione dal Senato degli Stati Uniti il 23 giugno 2021.

### Ruolo publico
A partire dal 1963, una legge federale ha individuato nell'Amministratore della General Services Administration il primo soggetto istituzionale federale che determina chi sia l’apparent election winner delle elezioni federali. Infatti, al solo scopo di facilitare il processo di transizione presidenziale offrendo al team del subentrante uffici servizi e strutture di appoggio, egli accerta in base alle risultanze comunicate dai singoli Stati chi sia il Presidente eletto ed il Vicepresidente eletto.

## Operazioni
Il Federal Acquisition Service (FAS) fornisce soluzioni complete per prodotti e servizi in tutto il governo. Il programma può essere descritto come una raccolta di contratti pre-negoziati: i responsabili dell'approvvigionamento delle agenzie governative possono visualizzare questi accordi ed effettuare acquisti dal programma GSA, sapendo che GSA si è preso cura di tutti gli obblighi legali.
Il Public Buildings Service (PBS) acquisisce e gestisce migliaia di proprietà federali. In conformità con il titolo 40 del codice degli Stati Uniti, GSA è incaricata di promulgare regolamenti che disciplinano l'acquisizione, l'uso e lo smaltimento di proprietà immobiliari (immobili e terreni) e proprietà personali (essenzialmente tutte le altre proprietà). Questa attività è centrata nell'Office of Governmentwide Policy di GSA. Le policies promulgate dalla GSA sono sviluppate in collaborazione con le agenzie federali e sono generalmente pubblicate per una valutazione del pubblico nel Registro federale, prima della pubblicazione come regola finale.
L'American Recovery and Reinvestment Act del 2009 includeva 300 milioni di dollari per acquisire veicoli a motore ad alta efficienza energetica per la flotta federale: il presidente Barack Obama ha annunciato che GSA avrebbe sostenuto l'industria automobilistica statunitense con ordini per circa 17.600 nuovi veicoli a basso consumo entro il 1º giugno 2009, con un programma accelerato.
I veicoli ibridi hanno rappresentato circa il 10 per cento dei 145,473 veicoli che la General Services Administration ha acquistato nel corso degli esercizi 2009 e 2010.
L'Interagency Resources Management Conference (IRMCO) era una conferenza esecutiva federale dell'Amministrazione dei servizi generali, che ospitava circa 300 leader federali e del settore ogni anno. La conferenza sulla gestione delle risorse tra agenzie iniziò nel 1961 come conferenza ADPCO. Nel 1979, il Dipartimento del Commercio, GSA e l'Office of Management and Budget (OMB) hanno sponsorizzato congiuntamente una conferenza per i funzionari del Senior Executive Service (SES) a Gettysburg, Pennsylvania. Allo stesso tempo, gli archivi nazionali hanno ospitato una piccola conferenza sulla gestione dei record per dirigenti senior, anch'essa con sede a Gettysburg. Queste due conferenze si sono fuse con ADPCO e sono diventate The Interagency Resources Management Conference. Nel corso degli anni, il convegno ha evoluto il suo focus da altamente specializzato a integrato.
L'Interagency Resources Management Conference è stata la principale conferenza dei dirigenti senior del governo, svolta sotto forma di ritiro fuori sede per i leader di tutte le branche del governo.
A partire dal Federal Citizen Information Center nel 1970, GSA ha avuto un ruolo anche nel collegare il pubblico alle informazioni ed ai servizi del governo. Nel 2009 è stato creato un nuovo Ufficio per i servizi al cittadino e le tecnologie innovative (ora Ufficio per i prodotti e i programmi) per espandere gli sforzi per servire il pubblico attraverso la tecnologia. Ora questa mission opera sotto l'unità Technology Transformation Services del Federal Acquisition Service.